# Tiracola postalba
Tiracola postalba är en fjärilsart som beskrevs av Embrik Strand 1917. Tiracola postalba ingår i släktet Tiracola och familjen nattflyn. Inga underarter finns listade i Catalogue of Life.